# Luigi I d'Ungheria
Luigi I d'Ungheria o Luigi il Grande (in ungherese Nagy Lajos; in croato Ludovik Veliki; in slovacco Ľudovít Veľký; Visegrád, 5 marzo 1326 – Trnava, 10 settembre 1382) fu re d'Ungheria e di Croazia dal 1342 al 1382, oltre che di Polonia dal 1370 al 1382.
Primo discendente di Carlo I d'Ungheria e di sua moglie Elisabetta di Polonia a sopravvivere all'infanzia, in virtù di un trattato stipulato nel 1338 tra suo padre e Casimiro III di Polonia, zio materno di Luigi, si confermò il suo diritto a ereditare il Regno di Polonia se lo zio fosse morto senza avere un figlio. In cambio, Luigi veniva obbligato ad aiutare il suo parente a riprendere possesso delle terre che la Polonia aveva perso nei decenni precedenti. Pur avendo ricevuto il titolo di duca di Transilvania tra il 1339 e il 1342, non amministrò la provincia.
Luigi aveva raggiunto la maggiore età quando successe al padre nel 1342, ma la madre, profondamente religiosa, esercitò su di lui una potente influenza. Egli ereditò un regno centralizzato e una situazione erariale florida da suo padre; durante i primi anni del suo regno, Luigi partecipò alla crociata in corso contro i lituani e ripristinò il potere reale in Croazia; i suoi uomini sconfissero in diverse occasioni gli eserciti tartari, con il risultato che il sovrano estese la sua autorità verso il mar Nero. Quando suo fratello Andrea, duca di Calabria e marito della regina Giovanna I di Napoli, fu assassinato nel 1345, Luigi accusò la donna del suo omicidio e punirla divenne l'obiettivo principale della sua politica estera. Per tale motivo lanciò due campagne contro il Regno di Napoli tra il 1347 e il 1350. Le sue truppe occuparono vasti territori in entrambe le occasioni e Luigi adottò i titoli tipici dei Sovrani di Napoli (incluso quello di re di Sicilia e quello di Re di Gerusalemme), ma la Santa Sede non riconobbe mai le sue pretese. Gli atti arbitrari e le atrocità commesse dai mercenari che agirono per conto di Luigi resero impopolare il suo governo nel Mezzogiorno, spingendolo a ritirare tutte le sue truppe dal Regno di Napoli nel 1351.
Come suo padre, Luigi amministrò l'Ungheria in maniera assolutista e adoperò prerogative reali per concedere privilegi ai suoi cortigiani. Confermò inoltre le libertà della nobiltà ungherese riconosciute alla dieta del 1351, sottolineando lo status di uguaglianza in vigore per tutti gli aristocratici. Nell'ambito della stessa dieta, introdusse un principio di trasmissione ereditaria dei terreni e impose il pagamento di un canone uniforme tanto ai contadini quanti ai proprietari terrieri, confermando il diritto alla libera circolazione per i primi. Nel 1350, intraprese guerre contro i lituani, la Serbia e l'Orda d'Oro, ripristinando l'autorità dei monarchi ungheresi sui territori lungo le frontiere che erano stati persi nei decenni precedenti. Nel 1358, costrinse la Repubblica di Venezia a rinunciare alle città situate lungo le coste della Dalmazia. Sempre nel medesimo periodo, eseguì diversi tentativi di espansione ai danni dei governanti della Bosnia, della Moldavia, della Valacchia e di parte della Bulgaria e della Serbia. I governanti delle aree appena menzionate si dimostrarono talvolta disposti ad accettare la sua autorità, sia perché costretti sia nella speranza di sostegno contro i loro avversari interni, ma il dominio di Luigi in queste regioni risultò solo nominale durante la maggior parte del suo regno. I suoi sforzi di convertire i suoi sudditi pagani o ortodossi al cattolicesimo lo resero comunque impopolare nelle latitudini balcaniche. Luigi fondò un'università a Pécs nel 1367, ma fu chiusa nel giro di due decenni perché non disponeva di entrate sufficienti per mantenerla.
Luigi ereditò la Polonia dopo la morte di suo zio nel 1370. Poiché non aveva figli, egli desiderava che i suoi sudditi riconoscessero il diritto delle sue figlie a succedergli in Ungheria e in Polonia. A tal fine nel 1374 emanò il privilegio di Koszyce, grazie a cui i nobili polacchi videro riconoscersi diverse libertà. A ogni modo il suo vessatorio modus operandi lo rese impopolare anche a Cracovia. In Ungheria si preoccupò di autorizzare le libere città regie a delegare i giurati all'alta corte che giudicava i loro casi, istituendo pure un nuovo tribunale di alto grado. Affetto da una malattia della pelle, Luigi divenne ancor più pio durante gli ultimi anni della sua vita. Nel corso dei prodromi e delle prime fasi dello Scisma d'Occidente, riconobbe Urbano VI come legittimo pontefice. Dopo che Urbano depose Giovanna e insediò il parente di Luigi Carlo di Durazzo sul trono di Napoli, Luigi assistette Carlo nell'occupazione del regno. Nella storiografia ungherese, Luigi è stato considerato per secoli il più potente monarca ungherese a governare un impero «le cui coste erano bagnate da tre mari».

## Biografia

### Infanzia e gioventù (1326-1342)

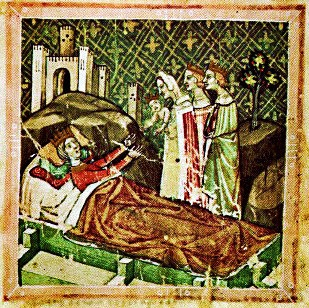
La nascita di Luigi raffigurata nel Chronicon Pictum

Nato il 5 marzo 1326, Luigi era il terzogenito di Carlo I d'Ungheria e di sua moglie, Elisabetta di Polonia. Il suo nome si doveva allo zio del padre Luigi, vescovo di Tolosa, canonizzato nel 1317. Suo fratello maggiore Carlo, primogenito della famiglia, morì prima della nascita di Luigi. Luigi divenne poi il legittimo erede di suo padre dopo la morte di suo fratello Ladislao nel 1329.
Nel corso dei suoi primi anni, fu avvicinato dai suoi maestri alle arti liberali e apprese il francese, il tedesco e il latino. Le fonti segnalavano pure un suo interesse speciale per la storia e l'astrologia. Un chierico di Breslavia, tale Nicholas Neszmélyi, gli insegnò i principi fondamentali della fede cristiana. A un giudizio attento lo zelo religioso di Luigi si dovette perlopiù all'influenza di sua madre. In uno statuto reale, Luigi ricordava che nella sua infanzia, un cavaliere della corte reale, Pietro Poháros, lo portava spesso sulle spalle. I suoi due maestri, Nicholas Drugeth e Nicholas Tapolcsányi, salvarono la vita sia di Luigi sia di suo fratello minore, Andrea, quando Feliciano Zach tentò di assassinare la famiglia reale a Visegrád il 17 aprile 1330.
Luigi aveva solo nove anni quando firmò un trattato di alleanza tra suo padre e Giovanni I di Boemia. Un anno più tardi, Luigi accompagnò personalmente suo padre nella campagna bellica intrapresa in Austria. Il 1º marzo 1338, il figlio ed erede di Giovanni di Boemia, Carlo, margravio di Moravia, sottoscrisse una nuova intesa con Carlo I d'Ungheria e Luigi a Visegrád. Ai sensi della stessa, Carlo di Moravia riconobbe il diritto dei figli di Carlo I di succedere allo zio materno, Casimiro III di Polonia, se quest'ultimo fosse morto senza avere eredi maschi. Luigi promise inoltre di sposare la figlia di tre anni del margravio, Margherita.
La prima moglie di Casimiro III, Aldona di Lituania, si era spenta il 26 maggio 1339. Due importanti nobili polacchi convinsero Casimiro, il quale non aveva avuto un figlio, a nominare sua sorella, Elisabetta, così come la sua progenie, suoi eredi. Secondo gli Annali di Jan Długosz del XV secolo, Casimiro tenne un sejm generale a Cracovia, dove «i prelati e i nobili riuniti» proclamarono Luigi erede di Casimiro, ma il riferimento a un organo come il sejm risulta anacronistico. Lo storico Paul W. Knoll riporta che Casimiro preferiva la famiglia di sua sorella alle proprie figlie o un membro di un ramo cadetto della dinastia Piast, in quanto voleva assicurarsi l'appoggio del re d'Ungheria per contrastare lo Stato monastico dei Cavalieri Teutonici. Il padre e lo zio di Luigi firmarono un trattato a Visegrád nel mese di luglio in base al quale Casimiro III avrebbe nominato Luigi suo erede qualora fosse morto senza avere un figlio. In cambio, Carlo promise che Luigi avrebbe rioccupato la Pomerania e altre terre polacche perse a vantaggio dell'ordine teutonico senza attingere alle casse erariali della Polonia e che avrebbe insediato solo polacchi nell'amministrazione reale.
Luigi ereditò il titolo di dica di Transilvania da suo padre nel 1339, malgrado non amministrò mai di fatto la provincia. Secondo uno statuto reale dello stesso anno, la sposa di Luigi, Margherita di Boemia, viveva alla corte reale ungherese. La corte ducale separata di Luigi andò menzionata per la prima volta in uno statuto reale del 1340.

### Primi anni di regno (1342-1345)

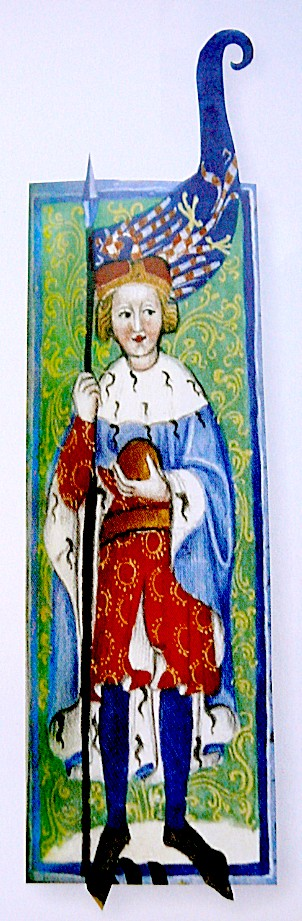
Carlo, Margravio di Moravia (il futuro Carlo IV, imperatore del Sacro Romano Impero), era il padre della prima moglie di Luigi, Margherita di Boemia (illustrazione del Codex Gelnhausen)

Carlo I morì il 16 luglio 1342. Cinque giorni dopo, Csanád Telegdi, arcivescovo di Esztergom, incoronò Luigi re con la Corona di Santo Stefano a Székesfehérvár. Sebbene Luigi avesse raggiunto la maggiore età, sua madre Elisabetta «agì alla stregua di una sorta di co-reggente» per decenni, esercitando dunque una forte influenza su di lui. Luigi ereditò una situazione erariale florida da suo padre, che aveva rafforzato l'autorità reale e governato senza adunare diete durante gli ultimi decenni del suo dominio.
Luigi introdusse un nuovo sistema di concessioni fondiarie, escludendo dalla donazione i fratelli del beneficiario e altri parenti in contrasto con il diritto consuetudinario: tali proprietà, il cui godimento restava concesso a titolo di prestito, passavano alla Corona in caso di morte degli ultimi discendenti maschi del beneficiario. Inoltre, Luigi spesso promosse l'istituto del praefectio in filium, in virtù del quale una figlia era ammessa a ereditare le proprietà del padre esattamente come se fosse di sesso maschile, malgrado la legge consuetudinaria prescrivesse che la proprietà fondiaria di un nobile defunto senza figli doveva passare ai suoi parenti. Il magiaro concesse nella pratica spesso questo privilegio alle mogli dei suoi favoriti. Luigi autorizzò in svariati casi i proprietari terrieri ad applicare la pena capitale (ius gladii) nei loro possedimenti, limitando dunque l'autorità e il peso giudiziario dei magistrati delle contee.
William Drugeth, un influente consigliere del defunto padre di Luigi, morì nel settembre 1342. Questi lasciò in eredità i suoi possedimenti terrieri a suo fratello, Nicola, ma Luigi si appropriò di quei feudi. Nel tardo autunno, Luigi rimosse dal suo incarico il voivoda di Transilvania fedele a suo padre, Tommaso Szécsényi, sebbene la moglie di quest'ultimo fosse una lontana cugina della regina madre. Il magiaro parteggiava prediligeva in particolare i Lackfi, tanto che otto membri di quella famiglia ricoprirono alte cariche durante il suo regno. Andrea Lackfi rivestì l'incarico di comandante dell'esercito reale durante la prima guerra avvenuta durante il mandato di Luigi. Alla fine del 1342 o all'inizio del 1343, invase la Serbia e rimise in piedi il Banato di Macsó, perduto durante il regno di suo padre.
Roberto d'Angiò, re di Napoli, morì il 20 gennaio 1343. Nel suo testamento, dichiarò la sua nipote, Giovanna I, sua unica erede, escludendo dunque il fratello minore di Luigi, Andrea, marito di Giovanna, dalla possibilità di aspirare a un titolo. Luigi e sua madre consideravano l'azione una violazione di un precedente accordo tra i defunti re di Napoli e Ungheria. Luigi visitò il padre della sua sposa, Carlo di Moravia, a Praga, per persuaderlo a intervenire per conto di Andrea presso l'ex sostenitore di Carlo, papa Clemente VI, il signore supremo del Regno di Napoli. Luigi optò anche per l'invio di ambasciatori all'attenzione dei suoi parenti napoletani e degli alti funzionari del regno, esortandoli a promuovere gli interessi di suo fratello. Sua madre Elisabetta partì per Napoli in estate, portando con sé quasi l'intero tesoro reale, inclusi più di 6.628 kg d'argento e 5.150 d'oro. Durante i suoi sette mesi di permanenza in Italia, riuscì solo a convincere la nuora e il papa a promettere che Andrea sarebbe stato incoronato come marito di Giovanna.
Secondo la cronaca quasi contemporanea del chierico e storico Giovanni di Küküllő, Luigi lanciò la sua prima campagna contro un gruppo di sassoni di Transilvania che si erano rifiutati di pagare le tasse, costringendoli alla resa nell'estate del 1344. Durante il suo soggiorno in Transilvania, Nicolae Alexandru, figlio del principe di Valacchia Basarab, giurò fedeltà al sovrano ungherese per conto di suo padre a Brassó; in tal modo la sovranità della Corona ungherese sulla Valacchia fu, almeno de iure, ripristinata.
Luigi si unì alla crociata in corso contro i lituani di fede pagana nel dicembre 1344. I crociati, tra cui Giovanni I di Boemia, Carlo di Moravia, Pietro I di Borbone e Guglielmo II di Hainaut, si spinsero molto all'interno del Granducato e giunsero ad assediare la capitale Vilnius. Tuttavia, un'invasione dei baltici ai danni delle terre possedute dai cavalieri teutonici li costrinse a revocare l'assedio. Luigi tornò più tardi in patria alla fine del febbraio 1345. In quel frangente inviò Andrea Lackfi a invadere le terre del Khanato dell'Orda d'Oro a mo' di rappresaglia per le precedenti razzie eseguite dai tartari in Transilvania e a Szepesség. Lackfi e il suo esercito di guerrieri, principalmente siculi, inflissero una sonora sconfitta a un grande esercito tataro. In seguito, il controllo dell'Orda d'Oro sulle terre tra i Carpazi orientali e il mar Nero proseguì il suo processo di indebolimento. Un conflitto tra lo zio e il suocero di Luigi, rispettivamente Casimiro III di Polonia e Carlo di Moravia, generò una guerra tra Polonia e Boemia nel mese di aprile. In questo conflitto, il magiaro sostenne lo zio con dei rinforzi in armonia con l'accordo del 1339.
Mentre gli ungheresi stavano combattendo in Polonia e contro i tartari, il monarca marciò verso la Croazia nel giugno del 1345 assediando subito Knin, antica sede del defunto Ivan I Nelipac, il quale aveva resistito con successo al padre di Luigi, costringendo la vedova e il figlio ad arrendersi. Allo stesso modo, i conti di Corbavia e altri nobili croati si sottomisero a lui durante la sua esperienza in Croazia, stimolando i cittadini di Zara a ribellarsi alla Repubblica di Venezia e a sollecitare il magiaro a porli sotto la sua sovranità. Luigi nel frattempo aveva fatto ritorno a Visegrád e inviò Stefano II, bano di Bosnia, per assistere i cittadini di Zara, ma questi non combatté contro i veneziani.

### Campagne napoletane (1347-1352)
Il fratello di Luigi, Andrea, fu assassinato ad Aversa il 18 settembre 1345. Luigi e sua madre accusarono la regina Giovanna I, il principe Roberto di Taranto, il duca Carlo di Gravina, e altri membri dei rami napoletani della casa d'Angiò di avere complottato ai danni di Andrea. Nella sua lettera del 15 gennaio 1346 a papa Clemente VI, Luigi richiese che il pontefice si occupasse di detronizzare la regina «assassina di mariti» in favore di Carlo Martello, figlio giovanissimo di Andrea. Luigi reclamò anche la reggenza del regno durante la minore età del nipote, riferendosi alla sua discendenza patrilineare dal figlio primogenito del padre di Roberto il Saggio, Carlo II di Napoli. Promise altresì di aumentare la quantità di decime annuali che i re di Napoli avrebbero pagato alla Santa Sede. Considerata l'incapacità del papa nell'indagare completamente sull'omicidio di Andrea, Luigi decise di invadere l'Italia meridionale. In preparazione all'invasione, spedì i suoi messaggeri ad Ancona e in altre città italiane prima dell'estate 1346.

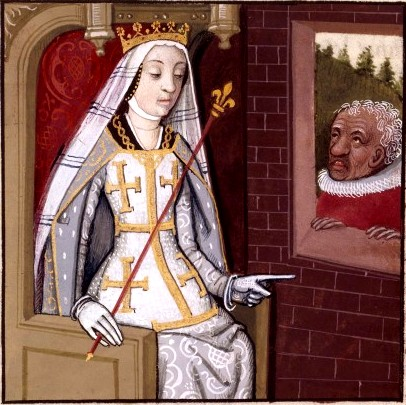
La cognata di Luigi, Giovanna I di Napoli, da lui considerata «assassina di mariti» dopo la morte di suo fratello Andrea d'Ungheria (illustrazione tratta dal De mulieribus claris di Giovanni Boccaccio)

Mentre i suoi inviati negoziavano in Italia, Luigi marciò in Dalmazia per rilevare Zara, ma i veneziani corruppero i suoi comandanti. Quando i cittadini si ribellarono e attaccarono gli assedianti il 1º luglio, l'esercito reale non intervenne e i veneziani sconfissero i difensori fuori le mura della città. Luigi si ritirò ma rifiutò di rinunciare alla Dalmazia, anche se i veneziani si offrirono di pagare 320.000 fiorini d'oro a titolo di risarcimento. Tuttavia, mancando il supporto militare del magiaro, Zara si arrese ai veneziani il 21 dicembre 1346.
Luigi inviò una dopo l'altra piccole spedizioni in Italia all'inizio della sua guerra contro Giovanna, perché non voleva mettere in atto un approccio aggressivo con i napoletani che avevano già patito una carestia l'anno precedente. Le sue prime truppe partirono sotto il comando di Nicola II Vásári, vescovo di Nyitra, il 24 aprile 1347. Luigi assunse anche mercenari tedeschi per eseguire l'operazione e lasciò Visegrád l'11 novembre. Dopo avere marciato attraverso Udine, Verona, Modena, Bologna, Urbino e Perugia fece il suo ingresso nel Regno di Napoli il 24 dicembre nei pressi di L'Aquila, che lo lasciò accedere.
La regina Giovanna si risposò maritando un suo cugino, Luigi di Taranto, e fuggì alla volta di Marsiglia l'11 gennaio 1348. Gli altri loro parenti, Roberto di Taranto e Carlo di Gravina, visitarono Luigi ad Aversa allo scopo di effettuare delle negoziazioni. L'ungherese li ricevette amichevolmente e li convinse a persuadere i loro fratelli, Filippo di Taranto e Luigi di Durazzo, a unirsi alle discussioni. Tuttavia, dopo il loro arrivo, «il sorriso di Luigi lasciò spazio a un'espressione più contrita mentre svelava con termini accesi i veri sentimenti che provava per i principi e che aveva tenuto nascosti fino ad allora», secondo il contemporaneo Domenico da Gravina. Egli ribadì le sue precedenti accuse, incolpò i suoi parenti per l'omicidio di suo fratello e li fece catturare il 22 gennaio. Il giorno dopo, Carlo di Durazzo (il marito della sorella di Giovanna I, Maria) finì decapitato per ordine di Luigi. Gli altri principi finirono prigionieri e inviati in Ungheria, insieme al nipote neonato di Luigi, Carlo Martello.
Luigi marciò nella città di Napoli nel mese di febbraio. I cittadini gli offrirono un cerimonioso ingresso, ma lui lo rifiutò, minacciando di lasciare che i suoi soldati saccheggiassero la città se non fossero state aumentate le tasse. Subito dopo, egli adottò i titoli tradizionali dei re di Napoli («re di Sicilia e di Gerusalemme, duca di Puglia e principe di Capua») e amministrò il regno dal Maschio Angioino, lasciando i suoi mercenari di guardia nelle costruzioni difensive principali. Stando a Domenico da Gravina, il magiaro si servì di metodi di indagine insolitamente brutali per catturare tutti i complici implicati nella morte di suo fratello. La maggior parte delle famiglie nobili locali (tra cui i Del Balzo e i Sanseverino) si rifiutarono di collaborare con lui. Il papa evitò consapevolmente di confermare la supremazia dell'Ungheria su Napoli, poiché ciò avrebbe unito due potenti domini sotto la medesima autorità, appunto quella di Luigi. Il papa e i cardinali dichiararono la regina Giovanna innocente rispetto all'accusa di omicidio di suo marito nel corso di un riunione formale del collegio cardinalizio.

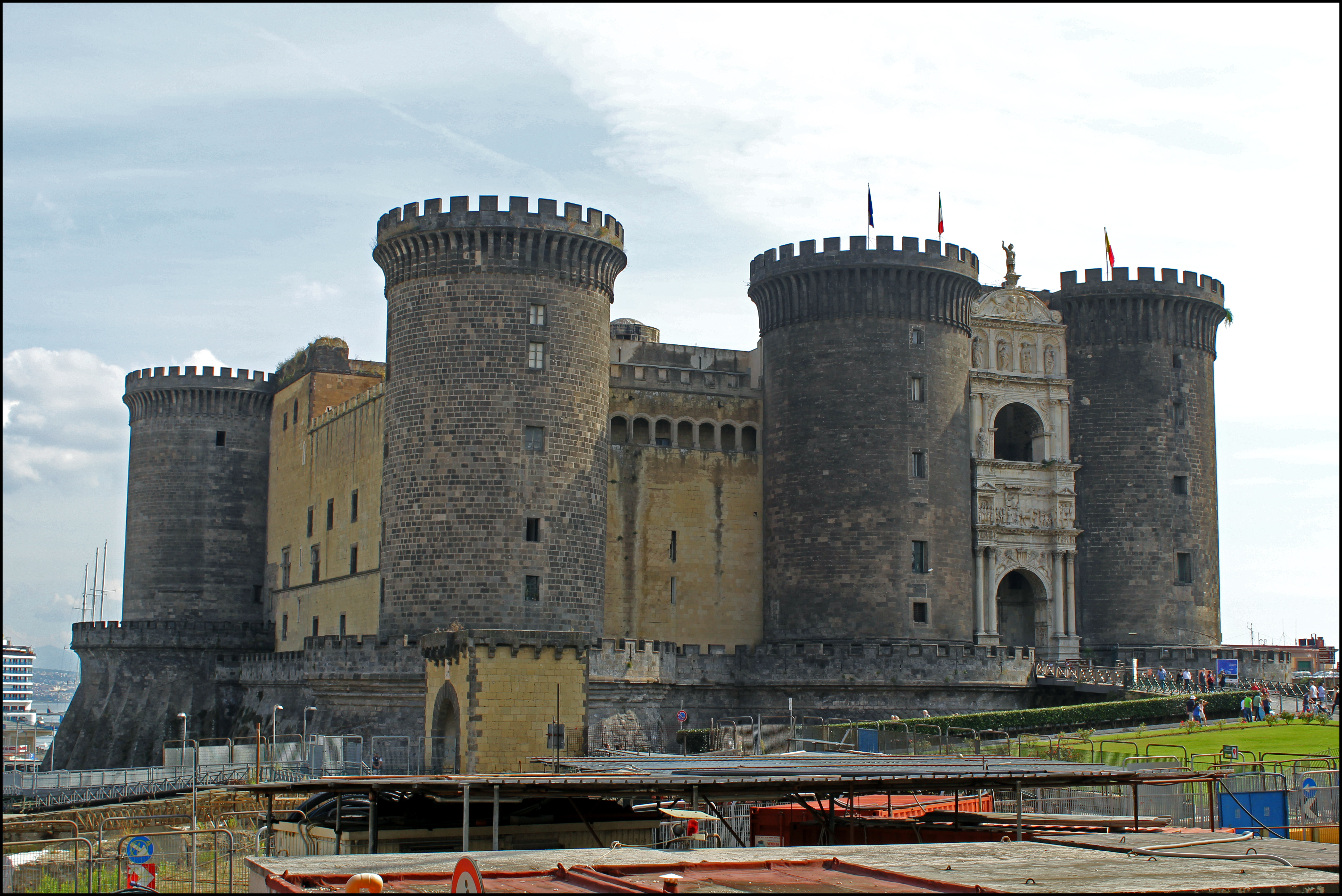
Il Maschio Angioino, nel quale Luigi si insediò durante la parentesi napoletana

L'arrivo della peste nera costrinse Luigi a lasciare l'Italia in tutta fretta a maggio. Egli nominò Ulrich Wolfhardt governatore di Napoli, ma i suoi mercenari non impedirono a Giovanna I e a suo marito di tornare a settembre. Luigi, che aveva firmato una tregua di otto anni con Venezia il 5 agosto, inviò nuovi rinforzi a Napoli sotto il comando di Stefano Lackfi, voivoda di Transilvania, alla fine del 1349. Lackfi rioccupò Capua, Aversa e altre postazioni difensive perse in favore di Giovanna I, ma un ammutinamento tra i suoi mercenari tedeschi lo costrinse a tornare in Ungheria. La peste nera aveva già raggiunto mentre egli si trovava in viaggio la sua terra natia. La prima ondata dell'epidemia si concluse a giugno riacuendosi a settembre, contagiando e causando la morte della sua prima moglie Margherita: anche Luigi si ammalò, riuscendo però a sopravvivere. Sebbene la peste nera si rivelò meno devastante nella poco abitata Ungheria rispetto ad altre parti d'Europa, alcune regioni subirono uno spopolamento significativo nel 1349 e la domanda di forza lavoro crebbe in maniera galoppante negli anni successivi.
Luigi propose ufficialmente nel frattempo di rinunciare al Regno di Napoli se Clemente avesse detronizzato Giovanna. Dopo il rifiuto del pontefice l'ungherese partì per la sua seconda campagna napoletana nell'aprile del 1350. Soppresse un ammutinamento avvenuto tra le file dei suoi mercenari mentre lui e il suo seguito stavano aspettando l'arrivo di ulteriori uomini al porto di Barletta. Mentre marciava verso Napoli, incontrò resistenza in molte città perché le sue avanguardie, al servizio di Stefano Lackfi, erano diventate famose per la loro crudeltà. Durante la campagna, Luigi guidò personalmente assalti e scalò le mura della città insieme ai suoi soldati, mettendo in pericolo la propria vita. Durante l'assedio di Canosa di Puglia, Luigi cadde nel fossato da una scala quando un difensore del forte lo colpì con un sasso scagliato dalle mura. Si tuffò nel corso dello stesso scontro in un fiume senza esitazione per salvare un giovane soldato che fu travolto mentre esplorava un guado su suo ordine. Una freccia trafisse in seguito la gamba sinistra di Luigi durante l'assedio di Aversa. Dopo la caduta di quest'ultima in mano alle truppe ungheresi il 3 agosto, la regina Giovanna e suo marito fuggirono nuovamente da Napoli, temendo il peggio. A ogni modo Luigi decise a sorpresa di tornare in Ungheria e abbandonare il meridione. Secondo lo storico coevo Matteo Villani, il magiaro tentò di «lasciare il regno senza perdere la faccia», dopo essere fuggito senza soldi e avere sperimentato la resistenza della popolazione locale.
Per celebrare il giubileo del 1350, Luigi visitò Roma durante il suo viaggio di ritorno in patria, giungendo infine a Buda il 25 ottobre 1350. Con la mediazione della Santa Sede, gli ambasciatori di Luigi e del marito della regina Giovanna, Ludovico di Taranto, firmarono una tregua per sei mesi. Il papa promise a Luigi che il ruolo della regina nell'omicidio del marito sarebbe stato nuovamente indagato, mentre lui ordinò alla nobildonna di pagare 300.000 fiorini d'oro come riscatto per i principi napoletani imprigionati.

### Espansione (1350-1358)

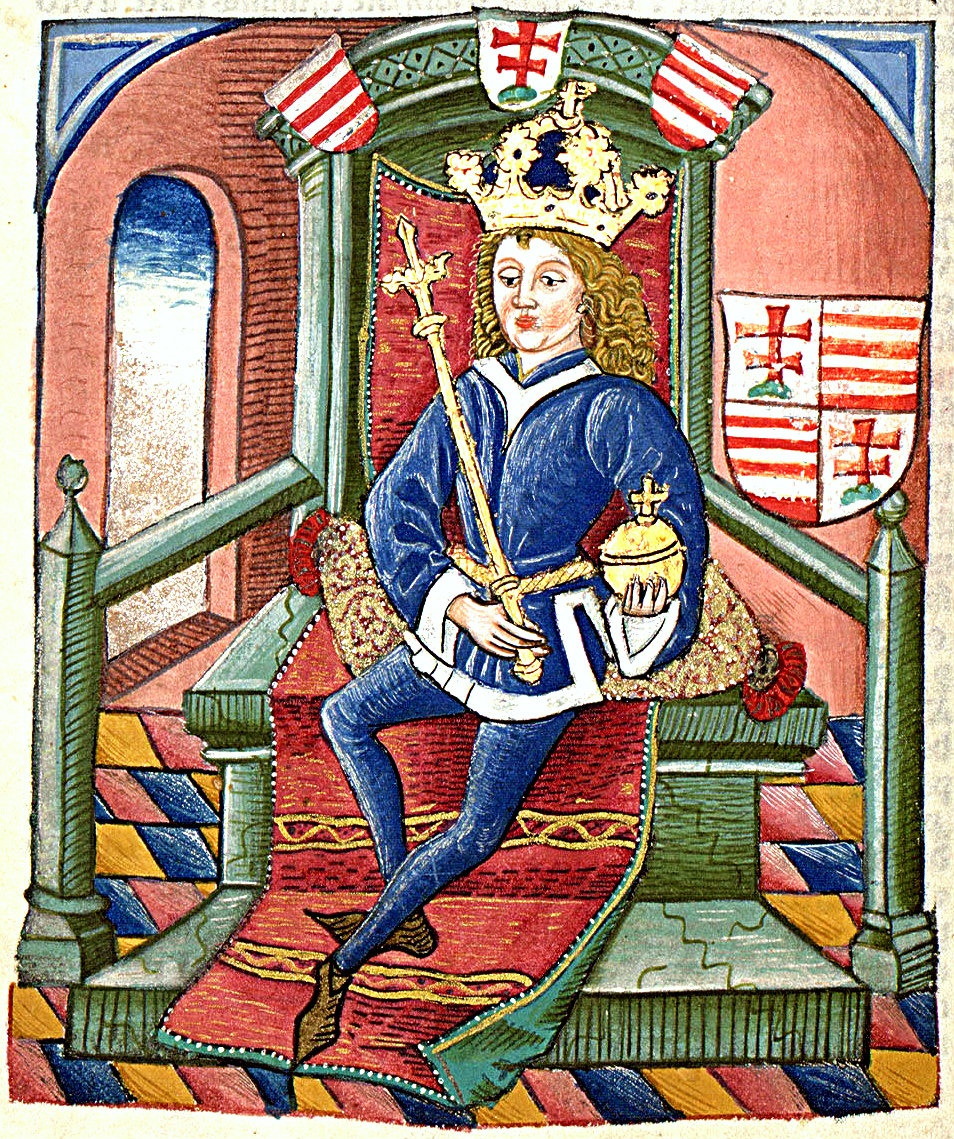
Luigi I d'Ungheria raffigurato in una miniatura della Chronica Hungarorum

Casimiro III di Polonia esortò Luigi a intervenire nella sua guerra con i lituani che avevano occupato Brėst, Volodymyr-Volyns'kyj e altre importanti città della Galizia e Lodomiria negli anni precedenti. I due monarchi concordarono che la Galizia e la Lodomiria sarebbero state accorpate al Regno di Ungheria dopo la morte di Casimiro. Casimiro autorizzò inoltre Luigi a riscattare i due regni per centomila fiorini se Casimiro avesse avuto un figlio. Luigi guidò il suo esercito a Cracovia nel giugno del 1351: poiché Casimiro si ammalò, Luigi divenne l'unico comandante dell'esercito congiunto polacco e ungherese. Fu in quel momento che invase le terre del principe lituano, Kęstutis, a luglio. Questi apparentemente accettò la sovranità di Luigi il 15 agosto, così come, essendo ancora di fede pagana, il battesimo cristiano insieme a suoi fratelli in un incontro tenutosi a Buda. Tuttavia, Kęstutis non fece nulla per mantenere le sue promesse dopo il ritiro delle truppe polacche e ungheresi. Nel tentativo di catturare Kęstutis, Luigi fece ritorno, ma non riuscì a sconfiggere i baltici, che uccisero persino uno dei suoi alleati, Boleslao III di Płock, in battaglia. Constatato l'inganno del lituano, il monarca tornò a Buda prima del 13 settembre. Un legato pontificio fece visita a Luigi per convincerlo a dichiarare guerra a Stefano Dušan, imperatore dei serbi, il quale aveva costretto i suoi sudditi cattolici di rito romano a ricevere il battesimo della Chiesa ortodossa serba.
Per fare fronte alle lamentele dei nobili ungheresi, Luigi tenne una dieta alla fine del 1351. Egli confermò tutte le disposizioni sancite nella bolla d'oro del 1222 tranne una, dichiarando che tutti i nobili godevano delle stesse libertà nei suoi regni. Il diritto scartato riguardava la facoltà per i nobili defunti senza figli a lasciare in eredità i loro beni senza condizioni. Introdusse al suo posto un sistema con il quale si prescriveva che i beni di un nobile privo di discendenti maschi andassero ai suoi parenti, o nel caso di assenza di un qualsivoglia affine, alla Corona. Nel corso della stessa dieta, Luigi ordinò a tutti i proprietari terrieri di raccogliere il «nono», cioè un decimo di determinati prodotti agricoli, dai contadini che detenevano appezzamenti nelle loro tenute. Inoltre, confermò il diritto di tutti i contadini a trasferirsi liberamente nei latifondi di un altro proprietario terriero.

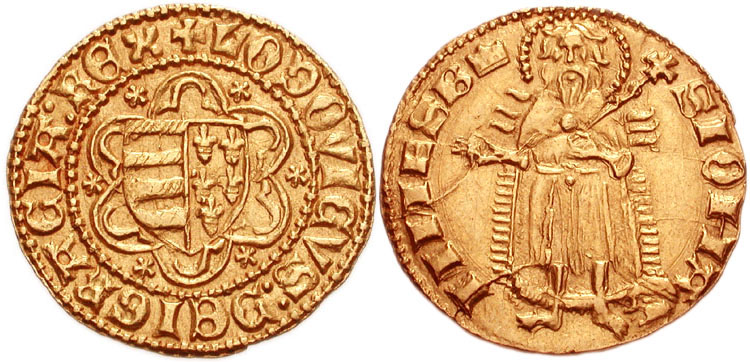
I fiorini d'oro di Luigi I, coniati nel 1350 e raffigurante re Ladislao I

L'«intesa di massima» tra Luigi e la coppia reale di Napoli «fu accettata da entrambe le parti» nel 1351, secondo il contemporaneo Niccolò Acciaiuoli: Giovanna I e suo marito tornarono quindi nel Regno di Napoli e le truppe di Luigi si ritirarono. Il sovrano rinunciò addirittura al riscatto che Giovanna I aveva promesso di pagare per la liberazione dei principi napoletani imprigionati, affermando che non era andato in «guerra per avidità, ma per vendicare la morte di suo fratello». Luigi continuò a impiegare i titoli di suo nonno, Carlo Martello d'Angiò (figlio primogenito di Carlo II di Napoli), definendosi «principe di Salerno e signore di Monte Sant'Angelo».
Casimiro III assediò Belz e Luigi si incontrò con suo zio nel marzo 1352. Durante l'assedio, terminato senza la resa del forte, Luigi ne uscì gravemente ferito alla testa. Algirdas, granduca di Lituania, assunse mercenari tartari che presero d'assalto la Podolia e Luigi fece ben poco per ostacolarli, in quanto temeva un'invasione proveniente della Transilvania. Papa Clemente proclamò l'ennesima crociata contro i lituani e i tartari a maggio, autorizzando Luigi riscuotere una decima dalle rendite della Chiesa per i prossimi quattro anni. Il pontefice asserì di non avere mai «conceduto un decimo di tale durata», sottolineando il legame tra la sua magnanimità e la liberazione dei principi napoletani imprigionati. Il papa autorizzò anche Luigi a impadronirsi delle terre dei pagani e degli scismatici confinanti con i suoi domini.
Sebbene Luigi avesse contratto un'alleanza con la Repubblica di Genova nell'ottobre del 1352, non intervenne nella guerra genovese-veneziana, perché la sua tregua del 1349 con Venezia era ancora in vigore. Luigi sposò Elisabetta di Bosnia, che era la figlia del suo vassallo, Stefano II, nel 1353: lo storico Gyula Kristó ritiene che questo matrimonio mostrò il rinnovato interesse di Luigi per la geopolitica della penisola balcanica. Mentre era a caccia nel Comitato di Zólyom, alla fine di novembre 1353, un orso bruno lo attaccò, infliggendogli 24 ferite alle gambe. La vita del monarca fu salvata da un cavaliere di corte, Giovanni Besenyő, che uccise la bestia con la sua spada.
Secondo Matteo Villani, quando Luigi tornò in forze, lanciò una spedizione contro l'Orda d'Oro alla testa di un esercito di 200.000 cavalieri nell'aprile 1354. Il giovane sovrano rivale, che lo storico Iván Bertényi ha identificato con Ganī Bek, non voleva fare la guerra contro l'Ungheria e accettò di suggellare una pace. Sebbene nessun'altra fonte primaria menzioni quella campagna e quel trattato, i tartari non razziarono la Transilvania dopo il 1354, lasciando desumere che il resoconto di Villani sia affidabile. Nello medesimo anno, Luigi invase la Serbia, costringendo Stefano Dušan a ritirarsi dalla regione lungo il fiume Sava. Dušan, impossibilitato ad agire diversamente, avviò le trattative con la Santa Sede per il riconoscimento del primato papale. L'anno successivo, Luigi inviò rinforzi a Casimiro III per combattere contro i lituani, affiancando altresì con i suoi uomini Alberto II d'Austria contro Zurigo. I delegati veneziani offrirono a Luigi 6.000-7.000 ducati d'oro come compenso per la Dalmazia, ma il magiaro si rifiutò di rinunciare al suo piano di riconquista della provincia. Firmò dunque un'alleanza con Alberto II di Austria e Nicola di Lussemburgo, patriarca di Aquileia, in chiave anti-veneziana. Su suo ordine, i signori croati assediarono e catturarono Clissa, una fortezza dalmata che la sorella di Stefano Dušan, Jelena, aveva ereditato da suo marito, Mladen III Šubić.

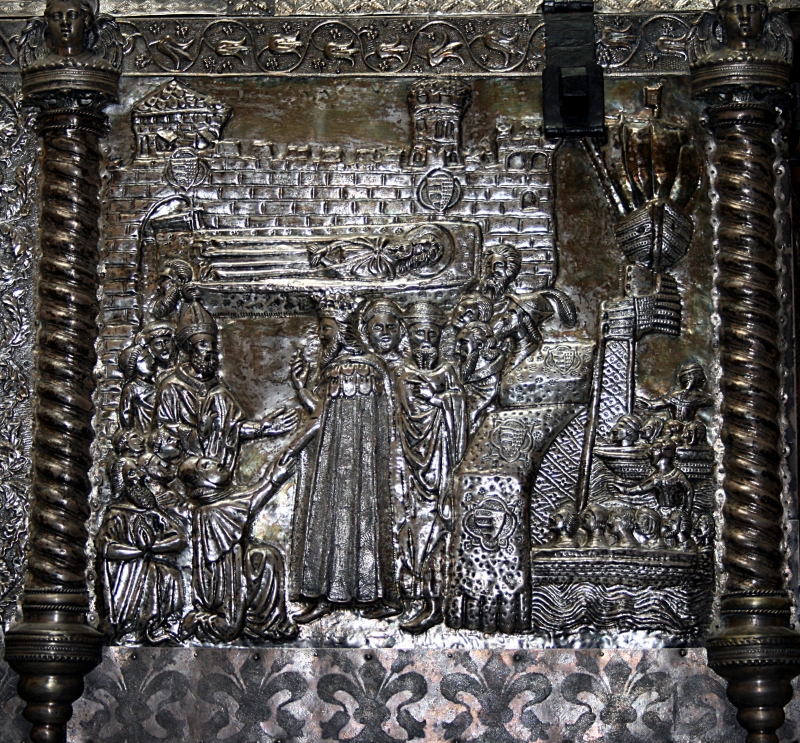
I cittadini di Zara ricevono Luigi (rilievo su un reliquiario)

Nell'estate del 1356, Luigi invase i territori veneziani senza una formale dichiarazione di guerra, rendendosi responsabile il 27 luglio dell'assedio di Treviso. Un nobile locale, Giuliano Baldachino, faceva notare che Luigi sedeva da solo mentre scriveva le sue lettere sulle rive del fiume Sile ogni mattina. Baldachino propose ai veneziani di assassinarlo in cambio di 12.000 fiorini d'oro e Castelfranco Veneto, ma questi rifiutarono la sua offerta perché non condivideva con loro i dettagli dei suoi piani. Luigi tornò a Buda in autunno, ma le sue truppe continuarono l'assedio. Papa Innocenzo VI intervenne in prima persona chiedendo ai veneziani di stringere una tregua per chiudere le lotte. Il papa fece di Luigi il «portabandiera della Chiesa» e gli concesse una decima triennale per combattere contro Francesco II Ordelaffi e altri signori ribelli nello Stato Pontificio. Luigi inviò un esercito al comando di Nicola Lackfi per sostenere le truppe del papato in Italia.
Luigi marciò una nuova volta in Dalmazia nel luglio 1357. Spalato, Traù e Sebenico presto si sbarazzarono dei governatori veneziani e si arresero ai magiari. Dopo un breve assedio, l'esercito di Luigi conquistò anche Zara con l'ausilio dei suoi cittadini. Tvrtko I di Bosnia, subentrato al suocero di Luigi nel 1353, si arrese nella Zaclumia occidentale a Luigi, che reclamò quel territorio come dote di sua moglie. Nella pace di Zara, firmata il 18 febbraio 1358, la Repubblica di Venezia rinunciava a tutte le città e isole dalmate tra il golfo di Quarnaro e Durazzo in favore dell'Ungheria: anche la Repubblica di Ragusa accettò la sovranità di Luigi. Le città dalmate rimasero comunità autonome, dovendo solo un tributo annuale e un servizio navale a Luigi, che abolì pure tutte le restrizioni commerciali introdotte durante il dominio dei veneziani. I mercanti ragusani avevano esplicitamente il diritto di commerciare liberamente in Serbia, anche in caso di guerra scoppiata con gli ungheresi.

### Guerre nei Balcani (1358-1370)
La Serbia cominciò a sfaldarsi dopo la morte di Stefano Dušan. Secondo Matteo Villani, un signore serbo non identificato cercò assistenza ungherese contro un suo nemico più potente (e altrettanto ignoto) alla fine degli anni 1350. Nel tentativo di identificarlo, gli storici John V.A. Fine e Pál Engel riferiscono che il signore serbo era un membro della famiglia aristocratica dei Rastislalić. Gyula Kristó e Iván Bertényi lo identificano invece come Lazar Hrebeljanović. I documenti reali del 1358 lasciano intuire che le truppe ungheresi si scontrarono in Serbia nell'ottobre 1358. L'estate successiva, Luigi stesso marciò in Serbia, ma Stefano Uroš V evitò di ingaggiare battaglia.
Luigi e l'esercito reale rimasero in Transilvania nel novembre 1359 e nel gennaio 1360, circostanza la quale implica che progettasse una spedizione militare contro la Vallachia o un altro territorio vicino. Un atto del 1360 riferisce che il voivoda di origine moldave Dragoș aveva restaurato la sovranità di Luigi in Moldavia dopo una ribellione della comunità rumena locale. Stando alla maggioranza delle cronache relative alla Moldavia, Dragoș, a volte identificato con Dragoș di Giulești e talvolta come Dragoș di Bedeu, partì «dalle terre ungheresi, più precisamente da Maramureș», alla testa del suo seguito, attraversando i Carpazi mentre inseguiva un uro e stabilendosi poi nella valle del fiume Moldavia nel 1359. Le stesse cronache presentarono la migrazione di Dragoș come un passo decisivo nello sviluppo del Principato di Moldavia. Un altro voivoda rumeno, Bogdan, che si era ribellato a Luigi e aveva saccheggiato i feudi dei proprietari terrieri rumeni fedeli al re già nel 1340, partì dall'Ungheria e invase la Moldavia all'inizio del 1360. Bogdan espulse a quel punto i discendenti del vassallo di Luigi, Dragoș, dal principato. Secondo Giovanni di Küküllő, Luigi lanciò diverse spedizioni contro Bogdan, ma la data delle stesse resta irricostruibile. Quanto appare certo è che Bogdan governò la Moldavia come principe indipendente.

Stemma regale aureo nella cappella ungherese presente nella cattedrale di Aquisgrana

Su richiesta del papa, Luigi spedì truppe ungheresi in soccorso di Bologna, assediata dalle truppe di Bernabò Visconti. Dopo che Visconti tolse l'assedio i mercenari di Luigi saccheggiarono l'Emilia e si rifiutarono di collaborare con il legato pontificio; per punizione Luigi fece imprigionare il comandante dell'esercito. Dopo un conflitto emerso tra l'imperatore Carlo IV e Rodolfo IV d'Asburgo, si diffusero voci su una cospirazione volta a detronizzare l'imperatore in favore del secondo o di Luigi. Carlo IV, Rodolfo IV e Luigi si incontrarono a Nagyszombat a maggio: l'imperatore e il duca abbandonarono di comune accordo le rispettive pretese. Luigi persuase inoltre l'imperatore a rinunciare alla sua supremazia sul Ducato di Płock, in Polonia.
Il sovrano ungherese decise di convertire gli ebrei presenti nei suoi domini al cattolicesimo intorno al 1360. Quando si verificarono casi di resistenza, decise di espellerli dai suoi possedimenti: i loro beni immobili furono confiscati, ma ricevettero il permesso di portare con sé i loro beni personali e anche di recuperare i prestiti che avevano fatto. In quell'occasione non ebbe luogo alcun pogrom, evento insolito nell'Europa nel XIV secolo, almeno secondo il giudizio dello storico ungherese di origini ebraiche Raphael Patai.
L'imperatore Carlo IV e Rodolfo IV d'Austria firmarono un trattato di alleanza contro il patriarca di Aquileia, alleato di Luigi, nell'agosto del 1361. Temendo la formazione di una coalizione lungo la demarcazione occidentale dell'Ungheria, Luigi chiese al suo vecchio nemico, Luigi di Taranto (marito di Giovanna I), di inviare almeno uno dei suoi fratelli a Buda, riuscendo a mediare una riconciliazione tra Rodolfo IV e il patriarca. In un incontro con gli inviati di Luigi a Praga, l'imperatore Carlo si lasciò andare a un'offesa sulla madre di Luigi, definendola, secondo quanto riferito dalla cronaca di Jan Długosz, «una donna senza pudore». Luigi pretese delle scuse, ma l'imperatore fece orecchie da mercante.
In vista di una guerra contro la Boemia, il monarca magiaro ordinò la mobilitazione dell'esercito reale e marciò verso Trencsén. Tuttavia, coloro che avrebbero dovuto affiancarlo in quanto alleati (Rodolfo IV d'Austria, Mainardo III di Tirolo e Casimiro III di Polonia) non si unirono a lui, evento che spinse l'imperatore ad avviare delle trattative durate mesi con la mediazione di Casimiro III. Luigi si riconciliò infine con Carlo IV nel loro incontro a Uherské Hradiště l'8 maggio 1363.
Luigi invase la Bosnia da due direzioni nella primavera del 1363: un esercito al comando del palatino Nicola Kont e di Nicola Apáti, arcivescovo di Esztergom, assediarono Srebrenica, ma la fortezza non si arrese. Poiché il sigillo reale fu rubato durante gli scontri, il sovrano preferì realizzarne uno nuovo per lavare via l'onta e tutti precedenti documenti regali dovettero essere adattati al cambiamento. L'esercito sotto il comando personale di Luigi prese di mira Sokolac a luglio, pur tuttavia senza avere successo. I combattenti ungheresi tornarono alla fine in patria nello stesso mese. Il 31 marzo 1263, papa Urbano V proclamò una crociata contro le potenze musulmane del Mediterraneo, su richiesta di Pietro I di Cipro. Urbano V esortò Luigi a unirsi alla crociata, sottolineando la sua potente influenza, la sua devozione alla Croce e la sua «miglior posizione geografica per apportare dei contributi». Il mese successivo, il pontefice riscosse una decima di tre anni sulle entrate della Chiesa in Ungheria e domandò a Luigi di aiutare i funzionari papali a riscuotere la tassa. Tuttavia, Luigi si prodigò con ogni mezzo al fine di ostacolare le attività degli esattori pontifici, affermando che aveva bisogno di risorse per coprire i costi delle sue future guerre contro gli infedeli e i nemici del papa in Italia.

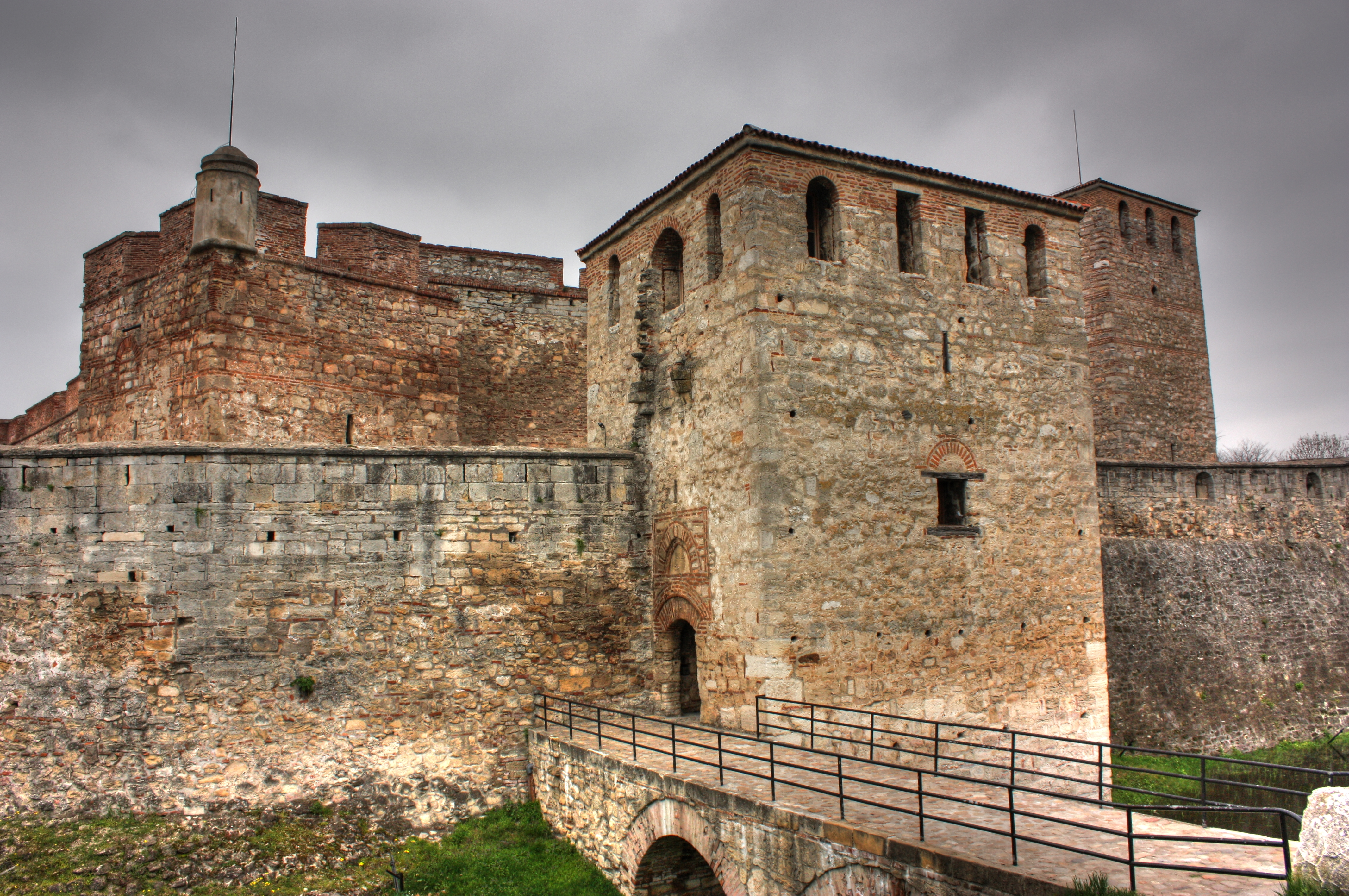
La fortezza medievale di Vidin, in Bulgaria, sede dei governatori di Luigi tra il 1365 e il 1369

Luigi sottoscrisse un trattato con l'imperatore Carlo e Rodolfo IV d'Austria a Brno all'inizio del 1364, grazie al quale pose fine ai loro conflitti. A settembre, il magiaro visitò Cracovia per partecipare al grande congresso dove Pietro I di Cipro tentò di persuadere una dozzina di monarchi europei a unirsi alla crociata. Luigi fu l'unico monarca a promettere assistenza, malgrado in seguito non mantenne il voto. Sempre durante il congresso, Casimiro III di Polonia confermò il diritto di Luigi di succedergli in Polonia se fosse morto senza un figlio maschio. Poiché nemmeno Luigi aveva avuto un figlio, invitò un suo lontano parente, Carlo III di Napoli, in Ungheria nel 1364, pur senza nominare il giovane principe come suo erede ufficiale. Luigi permise ai semiti di tornare in Ungheria nello stesso anno: i processi legali tra gli ebrei e coloro che avevano sequestrato le loro case richiesero anni prima che si giungesse a una soluzione definitiva.
Sempre attento agli avvenimenti che accadevano in Europa centrale, Luigi riunì i suoi eserciti a Temesvár nel febbraio 1365. Secondo uno statuto reale di quell'anno, stava pianificando di invadere la Valacchia perché il nuovo voivoda, Vladislav Vlaicu, si era rifiutato di prestargli obbedienza. Poiché a quanto sembra finì per guidare una campagna contro lo Zarato di Vidin e il suo sovrano Ivan Sracimir, affiliati ai bulgari, si può presupporre che Vladislav Vlaicu su fosse arreso a lui in tempi rapidi. Luigi assunse il controllo di Vidin e imprigionò Ivan Sracimir a maggio o giugno. Nel giro di tre mesi, i suoi uomini occuparono il regno di Ivan Sracimir, evento a cui seguì un'incorporazione parziale a livello amministrativo della regione come contea di confine o banato, sotto il comando dei signori ungheresi.
L'imperatore bizantino Giovanni V Paleologo visitò Luigi a Buda all'inizio del 1366, cercando il suo aiuto contro i turchi ottomani, che stavano iniziando a costituire una seria minaccia per i suoi possedimenti. Si trattò della prima volta in cui un imperatore bizantino lasciò il suo impero per chiedere l'assistenza di un monarca straniero. Secondo il medico di Luigi, Giovanni Conversini, al suo primo incontro con il magiaro, l'imperatore rifiutò di scendere da cavallo e di togliersi il cappello, cosa che offese il monarca ospitante. Giovanni V promise di promuovere l'unione della Chiesa bizantina con il papato: Luigi si dichiarò disponibile a fornirgli ausilio, ma né l'imperatore né Luigi mantennero le proprie promesse. Papa Urbano incoraggiò Luigi a non inviare aiuti a Costantinopoli prima che l'imperatore avesse garantito l'unione della Chiesa.

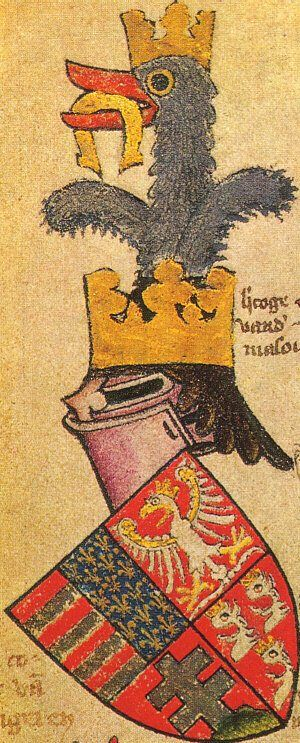
Stemma di Luigi che mostra dalla parte alta a sinistra e in senso orario: l'antico stemma dell'Ungheria combinato con quello della Francia; l'aquila polacca; lo stemma dell'Ungheria del tempo in cui l'autore disegnava; le teste di leone dalmata

Luigi soggiornò in Transilvania tra giugno e settembre 1366, il che implica che scatenò una guerra contro la Moldavia. In quella fase emanò il decreto di Turda, che autorizzava i nobili della Transilvania a emettere sentenze contro «malfattori appartenenti a qualsiasi etnia, specialmente rumeni». Si decretò inoltre che la testimonianza di uno knez rumeno direttamente nominato dalla Corona non avesse lo stesso valore di quella di un nobile: tale distinzione non comportava comunque effetti sul piano sociale né esimeva dal pagamento di tributi una categoria piuttosto che l'altra. Nello stesso anno, Luigi concesse il Banato di Severin e il Comitato di Fogaras a Vladislav Vlaicu di Valacchia, il quale aveva accettato la sua sovranità. Anche Tvrtko I di Bosnia si sottomise all'autorità di Luigi, dopo avere ottenuto il supporto dei guerrieri ungheresi funzionale a riportarlo sul suo trono all'inizio del 1367.
Oltre agli ebrei, Luigi tentò di convertire anche altri sudditi pagani o «scismatici» al cattolicesimo, non facendosi scrupoli a ricorrere alla forza. La conversione dei cumani pagani che si erano stabiliti in Ungheria un secolo prima fu completata proprio durante il suo regno, stando a quanto riferito da Giovanni di Küküllő. Dopo la conquista di Vidin, mandò i frati francescani nel banato di recente istituzione affinché si potesse convertire la popolazione ortodossa locale: l'azione causò un diffuso malcontento tra i bulgari. Nel 1366, impose che tutti i sacerdoti serbi fossero convertiti e ribattezzati. Decretò inoltre che solo i nobili cattolici romani e gli knez potevano detenere feudi nei dintorni di Sebes, nel Comitato di Temes. Luigi si pose a sostegno degli ordini religiosi, in particolare i francescani e i paolini, per i quali lui e sua madre fondarono decine di nuovi monasteri. Su richiesta di Luigi I, Papa Urbano V sancì l'istituzione dell'Università di Pécs, la prima in Ungheria, nel 1367, ma non di una facoltà di teologia. Tuttavia, Luigi non riuscì a ottenere entrate sufficienti e l'università chiuse i battenti nel 1390.
Vladislav Vlaicu di Valacchia strinse un'alleanza con Ivan Šišman, un fratellastro dell'ex sovrano di Vidin, Ivan Sracimir: i loro eserciti congiunti imposero un blocco a Vidin. Per tutta risposta Luigi marciò verso il Danubio inferiore e ordinò a Nicola Lackfi, voivoda della Transilvania, di invadere la Valacchia nell'autunno del 1368. L'armata di Lackfi camminò attraverso la valle del fiume Ialomița, ma i valacchi tesero un'imboscata e uccisero molti soldati magiari, compreso il voivoda. Nonostante la breve battuta d'arresto, la campagna di Luigi contro la Valacchia dall'ovest ebbe successo e Vladislav Vlaicu si arrese a lui nell'estate successiva. Su sua iniziativa, Luigi ricollocò Ivan Stracimir nella città di Vidin. Quest'ultimo giurò fedeltà alla corona ungherese e inviò due sue figlie in veste di ostaggi a Buda.
Dalla fine del 1360, Luigi aveva cominciato a soffrire di una malattia cutanea con sintomi simili alla lebbra. Da allora in poi, divenne ancora più zelante e dedicò più tempo alla preghiera e alla sfera religiosa. Dopo un suo incontro con Luigi nel 1372, il legato pontificio, Giovanni di Cardailhac, dichiarò: «Dio mi sia testimone: non ho mai visto un monarca più imponente, potente e calmo [...] o che desideri la pace quanto lui». Cambiò inoltre le priorità della sua politica estera, cominciando a trascurare gli stati balcanici. Casimiro III di Polonia e Luigi firmarono un trattato in funzione contraria all'imperatore Carlo IV a Buda nel febbraio 1369. Nel loro futuro incontro avvenuto a Pressburg a settembre, Alberto I di Baviera e Roberto I del Palatinato si unirono alla coalizione magiaro-polacca ostile al Sacro Romano Impero e agli Asburgo. Tuttavia, l'imperatore Carlo IV persuase i due Wittelsbach (Alberto I e Roberto I) a lasciare la coalizione nel settembre 1370.

### Unione con la Polonia e riforme (1370-1377)
Regno di Polonia
     Feudi e territori vassalli
     Terre perdute

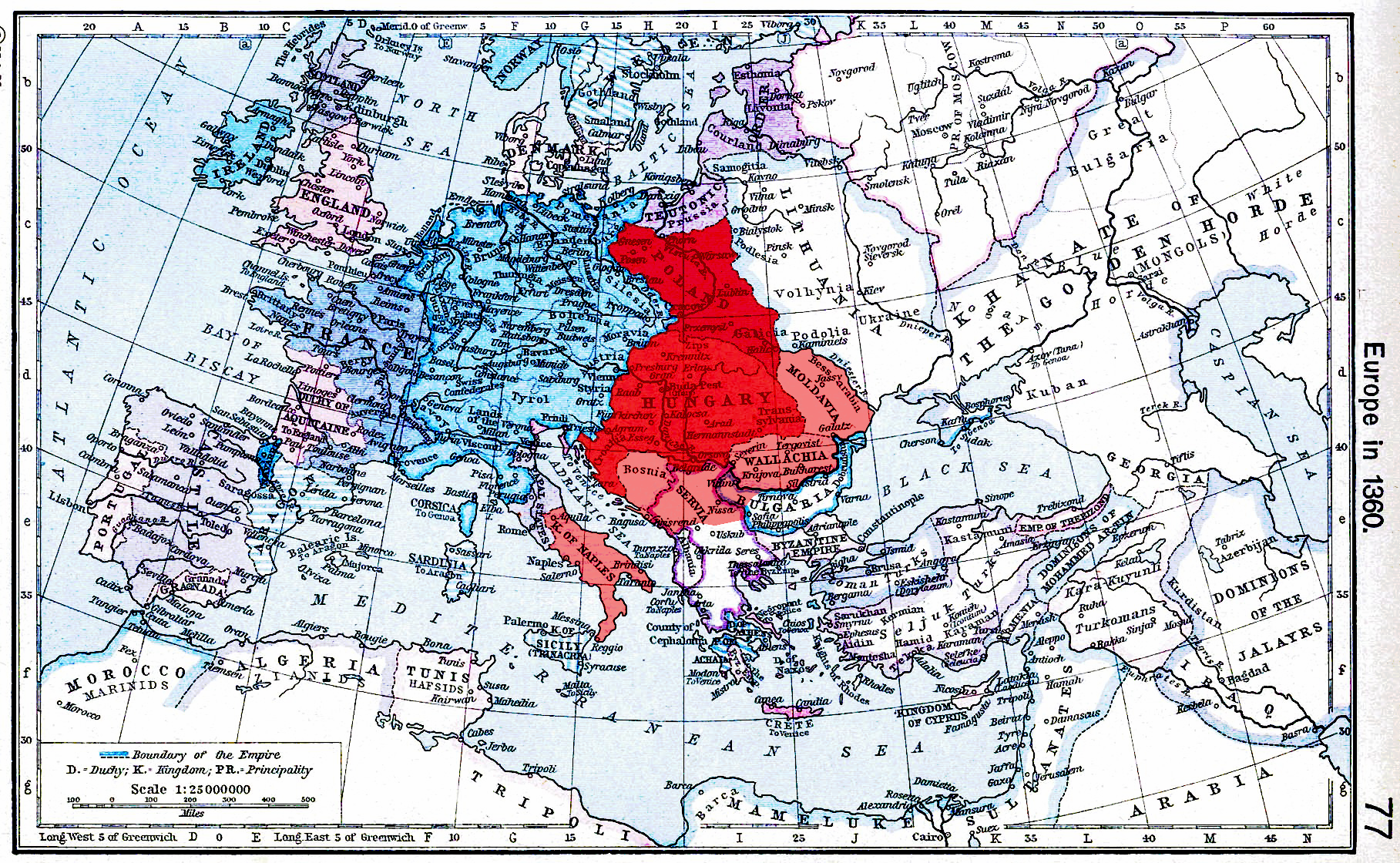
Terre governate da Luigi: l'Ungheria e la Polonia unite sono in rosso, gli Stati vassalli e i territori temporaneamente controllati in rosso chiaro

La Polonia e i territori confinanti ai tempi di Luigi (1370-1382):
Regno di Polonia
Feudi e territori vassalli
Terre perdute
,,,,, - Territori riconquistati da Luigi
- Territorio riconquistato ma annesso all'Ungheria

Casimiro III di Polonia morì il 5 novembre 1370. Luigi giunse dopo il funerale dello zio e ordinò l'erezione di uno splendido monumento in marmo in stile gotico in memoria del defunto. Il magiaro fu incoronato re di Polonia nella Cattedrale di Cracovia il 17 novembre. Casimiro III espresse nel testamento il desiderio che i suoi domini (compresi i ducati di Sieradz, Łęczyca e Dobrzyń) passassero a suo nipote, Casimiro IV di Pomerania. Tuttavia, i prelati e i nobili polacchi si opposero all'ipotesi di una nuova frammentazione della Polonia e il testamento di Casimiro III andò dichiarato nullo. Luigi visitò Gniezno e nominò sua madre polacca, Elisabetta, reggente prima di tornare in Ungheria a dicembre. Le due figlie ancora in vita di suo zio (Anna ed Edvige) lo accompagnarono assieme ai gioielli della Corona polacca: il trasferimento a Buda suscitò i primi mugugni tra i nuovi sudditi. La moglie di Luigi diede alla luce una figlia, Caterina, nel 1370, diciassette anni dopo il loro matrimonio; una seconda figlia, Maria, nacque nel 1371. In seguito, Luigi eseguì diversi tentativi finalizzati a salvaguardare il diritto delle sue figlie a succedergli.
Durante una guerra tra l'imperatore Carlo IV e Stefano II di Baviera, Luigi intervenne a favore del secondo e l'esercito magiaro invase la Moravia. Dopo che il duca di Baviera e l'imperatore firmarono un trattato di pace, Luigi e Carlo IV si accordarono per il fidanzamento dei loro figli all'inizio dell'anno successivo. Nel frattempo, alcuni contingenti ottomani annientarono le difese serbe che presero parte alla battaglia della Marizza il 26 settembre 1371. Lazar Hrebeljanović, uno dei signori serbi, giurò fedeltà a Luigi nella speranza di ricevere sostegno quanto prima possibile. Papa Gregorio XI pungolò Luigi affinché resistesse agli ottomani, pregandolo altresì di inviare rinforzi in Italia per lottare contro il bellicoso Bernabò Visconti. Scoppiata una guerra tra la Repubblica di Venezia e Francesco I da Carrara, signore di Padova, già alleato di Luigi nell'estate del 1372. Il magiaro inviò pertanto rinforzi in Italia allo scopo di assistere Francesco da Carrara, ma i veneziani sconfissero gli avversari a Treviso e catturarono il comandante ungherese, Nicola Lackfi. Ciò costrinse Luigi a firmare un trattato di pace il 23 settembre 1373.
Luigi e i rappresentanti della nobiltà polacca intrapresero i negoziati per la successione del re ungherese in Polonia nell'autunno del 1373. Dopo un anno di discussioni, emanò il cosiddetto privilegio di Koszyce il 17 settembre 1374, riducendo di circa l'84% la tassa che i nobili polacchi pagavano al re e promettendo un compenso agli aristocratici che partecipavano a campagne militari straniere. In cambio, i signori polacchi confermarono il diritto delle figlie di Luigi a ereditare la Polonia.
Luigi invase la Valacchia nel maggio 1375, in quanto il nuovo principe di Valacchia, Radu I, aveva stretto un'alleanza con il sovrano bulgaro, Ivan Šišman, e il sultano ottomano Murad I. L'esercito ungherese mise in rotta le forze unite dei valacchi e dei loro alleati, consentendo a Luigi di insediarsi nel Banato di Severin, anche se Radu I non poteva dirsi del tutto sconfitto. Durante l'estate, le truppe valacche irruppero in Transilvania e gli ottomani saccheggiarono il Banato.

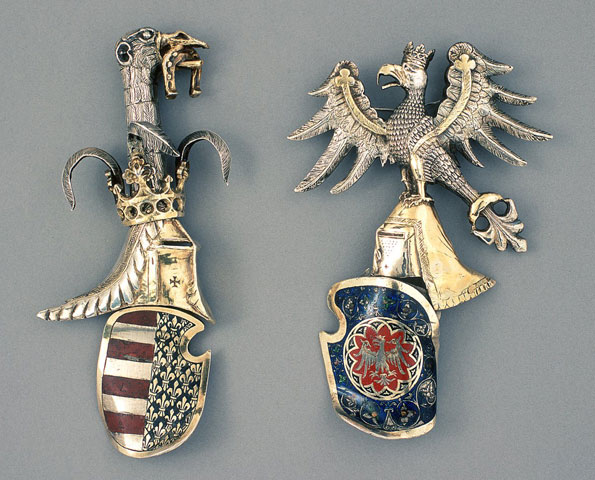
Stemma ungherese con elmo angioino e stemma polacco (anni 1340)

Dalla metà del 1370, il peso politico dei Lackfi diminuì e nuovi favoriti emersero nella corte reale. Giacomo Szepesi fu nominato giudice reale nel 1373, mentre Nicola Garay divenne palatino nel 1375. Anche l'organizzazione del governo centrale subì delle modifiche per creare una struttura di potere più centralizzata. Il «sigillo segreto» di Luigi, che aveva sempre portato con sé durante le sue guerre e i suoi viaggi, fu dichiarato autentico e Luigi lo affidò al cancelliere segreto che lo avrebbe sempre accompagnato. Un nuovo alto funzionario, il cancelliere d'Ungheria, fu autorizzato a usare il grande sigillo nel nome del re nel 1376 o 1377. Demetrio, vescovo di Zagabria, uomo di umili origini, fu il primo a ricoprire questo nuovo incarico. Il cancelliere d'Ungheria divenne il capo di una nuova corte centrale di giustizia, chiamata corte alla «straordinaria presenza del re» nel 1377. Più o meno nello stesso periodo, le città regie delegarono i giurati ad assistere il maestro del tesoro, che presiedeva la corte d'appello per le città. Un nuovo funzionario, il tesoriere, assunse i doveri finanziari che ricadevano in capo al principale responsabile dell'erario.
Il Granducato di Lituania, che stava vivendo un'ottima parentesi storica, effettuò incursioni in Galizia, Lodomiria e Polonia, arrivando quasi alle porte di Cracovia nel novembre 1376. Il 6 dicembre scoppiò una rivolta in città contro l'impopolare amministrazione della regina madre Elisabetta. I rivoltosi massacrarono circa 160 servitori della regina madre, costringendola a fuggire in Ungheria. Approfittando della situazione, Ladislao il Bianco, duca di Cuiavia e discendente della dinastia reale dei Piast, annunciò la sua volontà di acquisire la corona polacca. Tuttavia, i sostenitori di Luigi sconfissero il pretendente e il sovrano vincitore lo nominò abate dell'arciabbazia di Pannonhalma in Ungheria. Luigi nominò Ladislao II di Opole in veste di governatore per suo conto in Polonia. Nell'estate del 1377, Luigi invase i territori del principe lituano Giorgio, un ortodosso, in Lodomiria. Le truppe polacche a lui fedeli presto espugnarono Chełm, mentre Luigi si impadronì del possedimento chiave di Giorgio, Belz, dopo averlo assediato per sette settimane. Esauritosi il conflitto, incorporò i territori occupati in Lodomiria, insieme alla Galizia, nel Regno d'Ungheria. Tre principi lituani (Teodoro, principe di Ratno, e due principi di Podolia, Alessandro e Boris) accettarono la sovranità di Luigi.

### Ultimi anni (1377-1382)

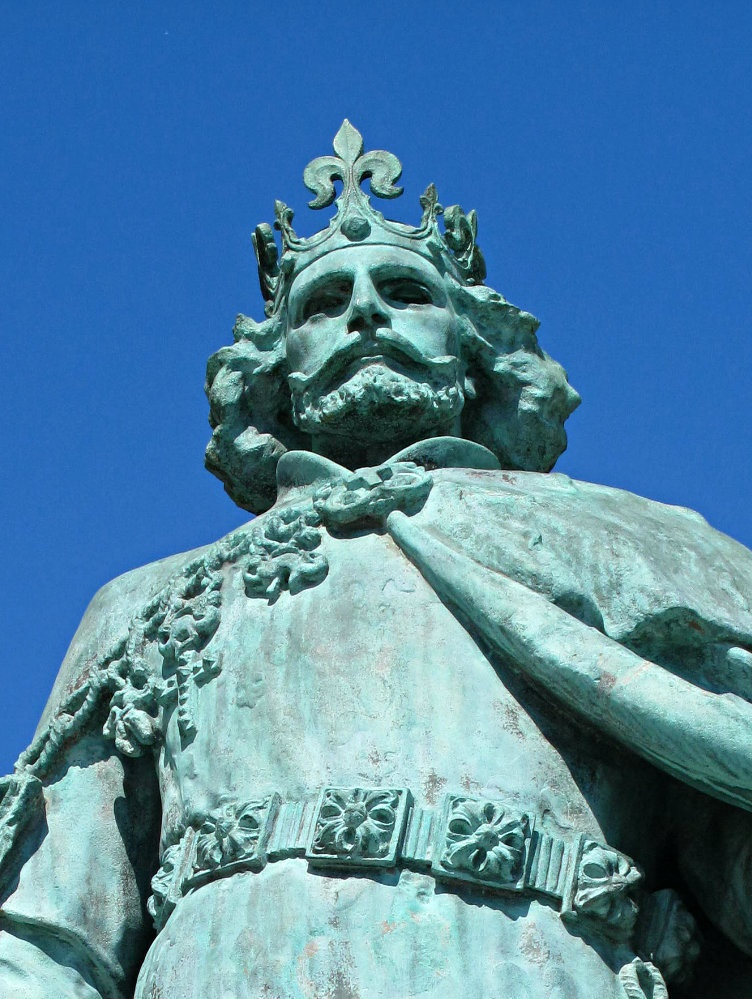
Luigi in Piazza degli Eroi a Budapest

Tvrtko I di Bosnia si fece incoronare sovrano, adottando il titolo di «re di Serbia, Bosnia e della Serbia marittima», nel 1377: non si sa se Luigi avesse approvato la nomina di Tvrtko a monarca. Scoppiata una nuova guerra tra Venezia e Genova nel 1378, Luigi sostenne i secondi e Traù divenne la base operativa della flotta genovese: ciò trasformò la Dalmazia in un importante teatro di guerra. Luigi inviò anche rinforzi a Francesco I da Carrara per combattere contro i veneziani.
I cardinali che si erano rivoltati contro papa Urbano VI elessero un nuovo pontefice, Clemente VII il 20 settembre 1378, che diede origine allo Scisma d'Occidente. Luigi riconobbe Urbano VI come papa legittimo e gli offrì sostegno per combattere i suoi avversari in Italia. Quando Giovanna I di Napoli decise di unirsi al campo di Clemente VII, papa Urbano la scomunicò e la depose il 17 giugno 1380. Il papa riconobbe Carlo di Durazzo, che aveva vissuto alla corte di Luigi, come legittimo re di Napoli. Dopo che Carlo promise che non avrebbe rivendicato l'Ungheria contro le figlie di Luigi, quest'ultimo lo mandò a invadere l'Italia meridionale alla testa di una grande armata. Nel giro di un anno, Carlo di Durazzo occupò il Regno di Napoli e costrinse la regina Giovanna di arrendersi a lui il 26 agosto 1381.
Gli ambasciatori di Luigi e della Serenissima Repubblica avevano intanto avviato negoziazioni per un nuovo trattato di pace, siglato a Torino il 24 agosto 1381. Ai sensi del trattato, Venezia rinunciò alla Dalmazia e promise anche di pagare 7.000 fiorini d'oro come tributo annuale all'Ungheria. Luigi stabilì anche che Venezia doveva trasferire le reliquie di Paolo di Tebe al monastero paolino di nuova costituzione a Budaszentlőrinc.
Gli statuti reali facevano riferimento ad azioni militari in Lodomiria e Valacchia nella prima metà del 1382, ma non si registrano ulteriori informazioni su quei conflitti. Luigi, la cui salute stava rapidamente peggiorando, invitò i rappresentanti dei prelati polacchi e alcuni aristocratici per un incontro a Zólyom. Su sua richiesta, i polacchi giurarono fedeltà a sua figlia, Maria, e al suo promesso, Sigismondo di Lussemburgo, il 25 luglio 1382. Luigi si spense a Nagyszombat nella notte del 10 o 11 settembre 1382. Fu sepolto nella Cattedrale di Székesfehérvár in una cappella che era stata costruita su suo ordine.

## Ascendenza
Di seguito l'ascendenza di Luigi I d'Ungheria:
|                        |                       |                       | Genitori                |  |  | Nonni |  |  | Bisnonni           |  |  | Trisnonni       |  |
|                        |                       |                       |                         |  |  |       |  |  | Carlo II di Napoli |  |  | Carlo I d'Angiò |  |
|                        |                       |                       |                         |  |  |       |  |  | Carlo II di Napoli |  |  | Carlo I d'Angiò |  |
|                        |                       | Beatrice di Provenza  |                         |  |  |       |  |  | Carlo II di Napoli |  |  |                 |  |
| Carlo Martello d'Angiò |                       |                       |                         |  |  |       |  |  | Carlo II di Napoli |  |  |                 |  |
|                        |                       | Maria d'Ungheria      | Stefano V d'Ungheria    |  |  |       |  |  |                    |  |  |                 |  |
|                        |                       | Maria d'Ungheria      | Stefano V d'Ungheria    |  |  |       |  |  |                    |  |  |                 |  |
|                        |                       | Maria d'Ungheria      | Elisabetta dei Cumani   |  |  |       |  |  |                    |  |  |                 |  |
| Carlo d'Ungheria       |                       | Maria d'Ungheria      |                         |  |  |       |  |  |                    |  |  |                 |  |
|                        |                       | Rodolfo I d'Asburgo   | Alberto IV il Saggio    |  |  |       |  |  |                    |  |  |                 |  |
|                        |                       | Rodolfo I d'Asburgo   | Alberto IV il Saggio    |  |  |       |  |  |                    |  |  |                 |  |
|                        |                       | Rodolfo I d'Asburgo   | Edvige di Kyburg        |  |  |       |  |  |                    |  |  |                 |  |
| Clemenza d'Asburgo     |                       | Rodolfo I d'Asburgo   |                         |  |  |       |  |  |                    |  |  |                 |  |
|                        |                       | Gertrude di Hohenberg | Burcardo V di Hohenberg |  |  |       |  |  |                    |  |  |                 |  |
|                        |                       | Gertrude di Hohenberg | Burcardo V di Hohenberg |  |  |       |  |  |                    |  |  |                 |  |
|                        |                       | Gertrude di Hohenberg | Matilde di Tubinga      |  |  |       |  |  |                    |  |  |                 |  |
| Luigi d'Ungheria       |                       | Gertrude di Hohenberg |                         |  |  |       |  |  |                    |  |  |                 |  |
|                        | Casimiro I di Cuiavia | Corrado I di Masovia  |                         |  |  |       |  |  |                    |  |  |                 |  |
|                        | Casimiro I di Cuiavia | Corrado I di Masovia  |                         |  |  |       |  |  |                    |  |  |                 |  |
|                        | Casimiro I di Cuiavia | Agafia di Rus'        |                         |  |  |       |  |  |                    |  |  |                 |  |
| Ladislao il Breve      | Casimiro I di Cuiavia |                       |                         |  |  |       |  |  |                    |  |  |                 |  |
|                        |                       | Eufrosina di Opole    | Casimiro I di Opole     |  |  |       |  |  |                    |  |  |                 |  |
|                        |                       | Eufrosina di Opole    | Casimiro I di Opole     |  |  |       |  |  |                    |  |  |                 |  |
|                        |                       | Eufrosina di Opole    | Viola di Opole          |  |  |       |  |  |                    |  |  |                 |  |
| Elisabetta di Polonia  |                       | Eufrosina di Opole    |                         |  |  |       |  |  |                    |  |  |                 |  |
|                        |                       | Boleslao il Pio       | Ladislao Odonic         |  |  |       |  |  |                    |  |  |                 |  |
|                        |                       | Boleslao il Pio       | Ladislao Odonic         |  |  |       |  |  |                    |  |  |                 |  |
|                        |                       | Boleslao il Pio       | Edvige                  |  |  |       |  |  |                    |  |  |                 |  |
| Edvige di Kalisz       |                       | Boleslao il Pio       |                         |  |  |       |  |  |                    |  |  |                 |  |
|                        |                       | Iolanda di Polonia    | Béla IV d'Ungheria      |  |  |       |  |  |                    |  |  |                 |  |
|                        |                       | Iolanda di Polonia    | Béla IV d'Ungheria      |  |  |       |  |  |                    |  |  |                 |  |
|                        |                       | Iolanda di Polonia    | Maria Lascaris di Nicea |  |  |       |  |  |                    |  |  |                 |  |
|                        |                       | Iolanda di Polonia    |                         |  |  |       |  |  |                    |  |  |                 |  |

## Famiglia

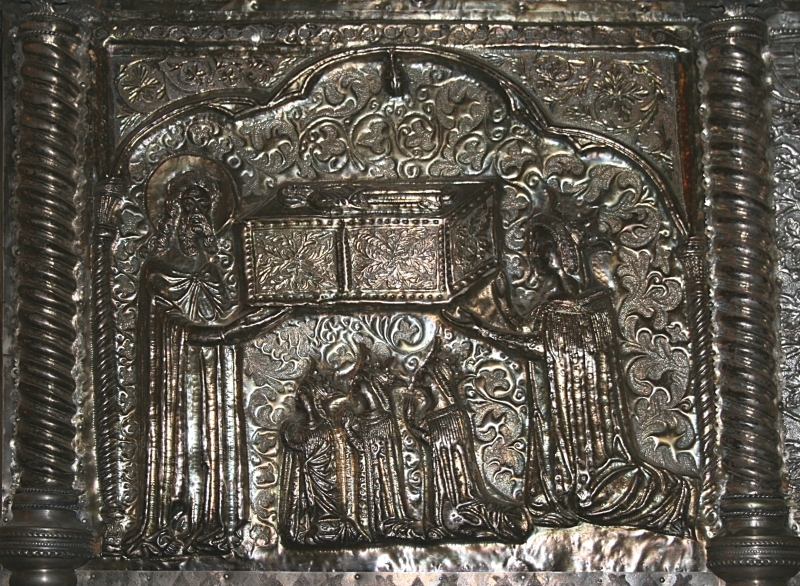
La seconda moglie di Luigi, Elisabetta di Bosnia, e le loro tre figlie

La prima moglie di Luigi, Margherita, era la figlia maggiore di Carlo, margravio di Moravia, e della sua prima moglie, Bianca di Valois. Margherita, nata nel 1335, sposò Luigi in una data sconosciuta tra il 1342 e il 1345. La donna morì senza avere figli il 7 settembre 1349.
Secondo la Cronaca di Partenope i principi napoletani che Luigi aveva imprigionato durante la sua prima campagna nell'Italia meridionale gli proposero di sposare la sorella minore ed erede della regina Giovanna I, Maria: si trattava della vedova di Carlo di Durazzo, giustiziato per ordine di Luigi. Durante l'assedio di Aversa in nell'estate del 1350, Luigi incontrò il suo inviato nella vicina Trentola Ducenta e le condizioni del loro matrimonio furono accettate. Tuttavia, si impose a Maria di maritare Roberto di Baux dopo che Luigi lasciò l'Italia meridionale.
Il magiaro sposò la sua seconda moglie, Elisabetta, intorno al 20 giugno 1353. Elisabetta era la figlia di Stefano II di Bosnia e di Elisabetta di Cuiavia. Luigi e la sua nuova moglie erano legati da un rapporto di consanguineità, perché la madre di Luigi e la nonna di sua moglie erano cugine: i due chiesero e ottennero una dispensa papale, malgrado solo circa quattro mesi dopo il loro matrimonio. Lo storico Iván Bertényi deduce che questa fretta lascia intendere che Elisabetta, la quale viveva alla corte della madre di Luigi, era incinta al momento del matrimonio. Qualora questa teoria fosse valida, il primo figlio di Luigi e di sua moglie avrebbe sperimentato una morte endouterina fetale. La loro successiva bambina, Caterina, nacque nel 1370 ma perì nel 1378. La figlia successiva, Maria, che sarebbe succeduta a Luigi in Ungheria, nacque nel 1371. La figlia minore di Luigi, Edvige, nata nel 1373, divenne regina regnante di Polonia.

## Lascito
Luigi fu l'unico monarca ungherese a ricevere l'epiteto "Grande". Con quest'accezione viene menzionato non solo nelle cronache ungheresi del XIV e XV secolo, ma pure in una genealogia del XVII secolo dei Capetingi. Sia la sua personalità legata agli ideali cavallereschi che le sue campagne militari di successo contribuirono alla crescita della sua fama di «grande monarca». Luigi combatté guerre quasi ogni anno durante il suo mandato, desiderando, come riferisce la cronaca del tardo XV secolo di Antonio Bonfini, «sempre la pace in patria e la guerra all'estero perché nessuna delle due cose può essere fatta senza in assenza dell'altra». Lo storico Enikő Csukovits si sofferma sulle azioni militari di Luigi, che mostrano come egli continuò e portato a termine la politica del padre recuperando la Croazia e la Dalmazia e conducendo guerre nell'Italia meridionale, in Lituania e nella penisola balcanica. Di tutt'altra opinione resta Pál Engel, il quale afferma che «le spedizioni di Luigi spesso mancavano di un obiettivo alla portata e, talvolta, anche di un ragionevole pretesto [...], poiché la guerra stessa gli procurava piacere».

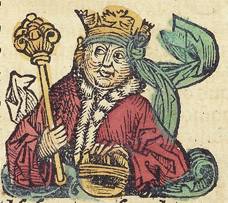
Luigi il Grande in un'illustrazione tratta dalle Cronache di Norimberga

Durante il periodo del nazionalismo romantico, l'Ungheria dei tempi di Luigi veniva descritta come un impero «le cui coste erano bagnate da tre mari» in riferimento al mar Adriatico, al mar Baltico e al mar Nero. Con altrettanti toni positivi scriveva nel 1845 il poeta Sándor Petőfi, il quale si riferiva il regno di Luigi come periodo in cui «le stelle cadenti del nord, dell'est e del sud cadevano nei mari ungheresi». La Polonia rimase una realtà politica indipendente durante il regno di Luigi, ma non si può provare in maniera incontrovertibile né che i suoi confini lambissero il mar Baltico né che si sviluppassero lungo le coste nordoccidentali del mar Nero.
Nella storiografia polacca hanno coesistito due valutazioni storiografiche contrastanti sul regno di Luigi in Polonia. La tradizione "pessimista" può essere fatta risalire alle opinioni della fine del XIV secolo di Gianni di Czarnków, bandito dalla Polonia durante il regno di Luigi. Czarnków sottolineava che «non c'era stabilità nel Regno di Polonia» e gli ufficiali reali «continuavano ad appropriarsi dei beni dei poveri» durante il regno di Luigi. Secondo il filone storiografico meno critico, Luigi continuò la politica di Casimiro il Grande volta a preservare l'integrità della Polonia contro i magnati separatisti della Grande Polonia con l'assistenza di signori della Piccola Polonia.
Giovanni di Küküllő sottolineava come Luigi «non governava né con passione, né con arbitrarietà, ma piuttosto in veste di custode della giustizia». Antonio Bonfini descriveva Luigi anche come un sovrano giusto che vagava tra i suoi sudditi sotto mentite spoglie per proteggerli dagli atti arbitrari dei funzionari reali. Per completezza anche Gianni di Czarnków sottolineava che Luigi «non governò in maniera dispotica; anzi, lui posò le fondamenta [...] della libertà [dei polacchi]».
Secondo lo storico László Kontler i nuovi palazzi e castelli costruiti a Zólyom, Diósgyőr e gli altri luoghi di caccia preferiti di Luigi erano «capolavori architettonici europei di indiscutibile livello» per la sua epoca. Luigi avviò la creazione del Chronicon Pictum, contenente il testo delle cronache precedenti. Le 147 miniature che decoravano il Chronicon Pictum testimoniano la maestria delle botteghe ungheresi durante il regno del sovrano.

### Fonti primarie
- (EN) Annali di Jan Długosz, traduzione di Maurice Michael, IM Publications, 1997, ISBN 1-901019-00-4.
- Dezső Dercsényi (a cura di), Chronicon Pictum, Corvina, Taplinger Publishing, 1970, ISBN 0-8008-4015-1.

### Fonti secondarie
- (EN) Július Bartl, Viliam Čičaj, Mária Kohútova e Róbert Letz, Slovak History: Chronology & Lexicon, Bolchazy-Carducci Publishers, Slovenské Pedegogické Nakladatel'stvo, 2002, ISBN 0-86516-444-4.
- (HU) Iván Bertényi, Nagy Lajos király [Re Luigi il Grande], Kossuth Könyvkiadó, 1989, ISBN 963-09-3388-8.
- (EN) Bryan Cartledge, The Will to Survive: A History of Hungary, C. Hurst & Co., 2011, ISBN 978-1-84904-112-6.
- (HU) Enikő Csukovits, I. (Nagy) Lajos, in Magyar királyok nagykönyve: Uralkodóink, kormányzóink és az erdélyi fejedelmek életének és tetteinek képes története [Enciclopedia dei Sovrani dell'Ungheria: Una Storia Illustrata della Vita e delle Azioni dei Nostri Monarchi, dei Reggenti e dei Principi della Transilvania], Reader's Digest, 2012,  pp. 116-119, ISBN 978-963-289-214-6.
- (HU) Dezső Dümmerth, Az Anjou-ház nyomában [La Casata degli Angiò], Panoráma, 1982, ISBN 963-243-179-0.
- (EN) Pál Engel, The Realm of St Stephen: A History of Medieval Hungary, 895-1526, I.B. Tauris Publishers, 2001, ISBN 1-86064-061-3.
- (EN) John Van Antwerp Fine, The Late Medieval Balkans: A Critical Survey from the Late Twelfth Century to the Ottoman Conquest, Ann Arbor, University of Michigan Press, 1994, ISBN 0-472-08260-4.
- (HU) Johan Franzl, I. Rudolf: Az első Habsburg a német trónon [Rodolfo I: Il Primo Asburgo sul Trono Tedesco], Corvina, 2002, ISBN 963-13-5138-6.
- (EN) Deno Geanakoplos, Byzantium and the crusades, in A History of the Crusades: The Fourteenth and Fifteenth Centuries, vol. 3, The University of Wisconsin Press, 1975,  pp. 69-103, ISBN 0-299-06670-3.
- (EN) Nancy Goldstone, The Lady Queen: The Notorious Reign of Joanna I, Queen of Naples, Jerusalem, and Sicily, 2009, ISBN 978-0-8027-7770-6.
- (EN) Oskar Halecki, Jadwiga of Anjou and the Rise of East Central Europe, Polish Institute of Arts and Sciences of America, 1991, ISBN 0-88033-206-9.
- (EN) Norman Housley, King Louis the Great of Hungary and the Crusades, 1342-1382, in The Slavonic and East European Review, vol. 62, n. 2, University College London, School of Slavonic and East European Studies, aprile 1984,  pp. 192-208.
- (EN) Jerzy Kłoczowski, Louis the Great as King of Poland as Seen in the Chronicle of Janko of Czarnkow, in Louis the Great, King of Hungary and Poland, Boulder, 1986,  pp. 129-154, ISBN 0-88033-087-2.
- (EN) Paul W. Knoll, The Rise of the Polish Monarchy: Piast Poland in East Central Europe, 1320–1370, The University of Chicago Press, 1972, ISBN 0-226-44826-6.
- (EN) László Kontler, Millennium in Central Europe: A History of Hungary, Atlantisz Publishing House, 1999, ISBN 963-9165-37-9.
- (HU) Gyula Kristó, Az Anjou-kor háborúi [Guerre in Epoca Angioina], Zrínyi Kiadó, 1988, ISBN 963-326-905-9.
- (HU) Gyula Kristó, Pál Engel e Ferenc Makk, Korai magyar történeti lexikon (9-14. század) [Enciclopedia dell'Antica Storia Ungherese (IX–XIV secolo)], Akadémiai Kiadó, 1994, ISBN 963-05-6722-9.
- (HU) Gyula Kristó, I. Lajos (Nagy Lajos), in Magyarország vegyes házi királyai [I Re delle Varie Dinastie dell'Ungheria], Szukits Könyvkiadó, 2002,  pp. 45-66, ISBN 963-9441-58-9.
- (EN) Jerzy Lukowski e Hubert Zawadski, A Concise History of Poland, Cambridge University Press, 2006, ISBN 978-0-521-61857-1.
- Branka Magaš, Croatia Through History, SAQI, 2007, ISBN 978-0-86356-775-9.
- (EN) László Makkai, The Emergence of the Estates (1172-1526), in Béla Köpeczi, Gábor Barta, István Bóna e László Makkai, History of Transylvania, Akadémiai Kiadó, 1994,  pp. 178-243, ISBN 963-05-6703-2.
- (EN) Raphael Patai, The Jews of Hungary: History, Culture, Psychology, Wayne State University Press, 1996, ISBN 0-8143-2561-0.
- (EN) Ioan-Aurel Pop, Romanians in the 14th-16th Centuries: From the "Christian Republic" to the "Restoration of Dacia", in History of Romania: Compendium, Romanian Cultural Institute (Center for Transylvanian Studies), 2005,  pp. 209-314, ISBN 978-973-7784-12-4.
- (EN) Tudor Sălăgean, Romanian Society in the Early Middle Ages (9th–14th Centuries AD), in History of Romania: Compendium, Romanian Cultural Institute (Center for Transylvanian Studies), 2005,  pp. 133-207, ISBN 978-973-7784-12-4.
- (EN) Kenneth M. Setton, The Papacy and the Levant (1204-1571): The Thirteenth and Fourteenth Centuries, vol. 1, Philadelphia, The American Philosophical Society, 1976, ISBN 0-87169-114-0.
- (HU) László Solymosi e Adrienne Körmendi, A középkori magyar állam virágzása és bukása, 1301-1506 [L'Apogeo e la Caduta dello Stato Ungherese Medievale, 1301-1526], in Magyarország történeti kronológiája: a kezdetektől 1526-ig [Cronologia Storica dell'Ungheria: dalle Origini al 1526], vol. 1, Akadémiai Kiadó, 1981,  pp. 188-228, ISBN 963-05-2661-1.
- (EN) Victor Spinei, Moldavia in the 11th–14th Centuries, Editura Academiei Republicii Socialiste Româna, 1986.